# Eupithecia cachina
Eupithecia cachina är en fjärilsart som beskrevs av William Schaus 1913. Eupithecia cachina ingår i släktet Eupithecia och familjen mätare. Inga underarter finns listade i Catalogue of Life.